# Grêmio Atlético Sampaio
Der Grêmio Atlético Sampaio, in der Regel nur kurz GAS genannt, ist ein Fußballverein aus Caracaraí im brasilianischen Bundesstaat Roraima.
Aktuell spielt der Verein in der vierten brasilianischen Liga, der Série D.

## Erfolge
- Staatsmeisterschaft von Roraima: 2024, 2025

## Stadion
Der Verein trägt seine Heimspiele im Estádio Flamarion Vasconcelos, auch unter dem Namen Canarinho bekannt, in Boa Vista aus. Das Stadion hat ein Fassungsvermögen von 4556 Personen.

## Trainerchronik
Stand: 22. Juni 2021
| Trainer | Nation    | von       | bis   |
| ------- | --------- | --------- | ----- |
| Marcos  | Brasilien | Mai 2021  | ?     |
| Barbosa | Brasilien | Juni 2021 | heute |